# Thomas Agni de Lentino
Thomas Agni de Lentino OP (* nach 1200 in Lentini; † 14. September 1277 in Akkon) war ein sizilianischer Geistlicher und Lateinischer Patriarch von Jerusalem.

## Leben
Er wurde zu Beginn des 13. Jahrhunderts in Lentini bei Syrakus geboren. Papst Gregor IX. sandte ihn nach Neapel, um dort zu predigen. Ende 1231 gründete er im ehemaligen Benediktinerkloster Sant’ Arcangelo einen dominikanischen Konvent, der später San Domenico Maggiore genannt wurde. Er war Prior, als 1243 Thomas von Aquin in den Orden aufgenommen wurde.
1253 wurde er zum Wähler des zukünftigen Generalmagisters Humbert de Romans ernannt; danach leitete er einige Zeit die dominikanische Provinz von Rom. Von Papst Alexander IV. zum Bischof von Bethlehem und päpstlichen Legaten im Heiligen Land ernannt, kam er im Frühjahr 1259 dort an und wurde sogleich in die Streitigkeiten zwischen Genuesen, Pisanern und Venezianern sowie in die Konflikte zwischen den Templern und dem Hospitalorden der Johanniter verwickelt, daneben auch in den zwischen den Johannitern und dem Bistum Nazareth.
Im Frühjahr 1259 oder 1260 versuchte er, einen Friedensschluss zwischen Bohemund VI. von Antiochia und Hugues de Revel, dem Großmeister der Johanniter herbeizuführen, der Bohemund gemeinsam mit den anderen Kreuzritterorden bekämpft hatte. Später zögerte er allerdings nicht, Bohemund zu exkommunizieren, als dieser sich mit den Mongolen verbündete. In den Jahren 1260 und 1261 erbat er mehrmals die Hilfe des Westens für das bedrohte Heilige Land.
Am 13. Februar 1264, soeben nach Italien zurückgekehrt, wurde er von Papst Urban IV., der zu jener Zeit in Orvieto residierte, unter Beibehaltung des Bistums Bethlehem zum päpstlichen Vikar in Rom ernannt. Clemens IV. ernannte ihn am 18. April 1267 zum Erzbischof von Cosenza, und Gregor X. erhob ihn am 19. März 1272 zum Lateinischen Patriarchen von Jerusalem, und am 17. April 1272 ernannte der Papst ihn zum Bischof von Akkon und zum päpstlichen Legaten im Heiligen Land. Im August desselben Jahres reiste er nach Neapel, wo er sein Schiff bemannte und Hilfsmaßnahmen für das Heilige Land organisierte. Karl von Anjou stellte ihm zwei Galeeren zur Verfügung, die das Schiff auf seiner Reise nach Akkon begleiten sollten. Hier kam Thomas Agni de Lentino am 8. Oktober 1272 an.
Der neue Patriarch versuchte sofort (1272–1273), Frieden zwischen Hugo I., König von Jerusalem, und dessen Feudalherren zu stiften, um den Vormarsch des ägyptischen Sultans Baibars aufzuhalten. Es ging ihm auch darum, den Streit des Deutschen Ordens mit dem Bischof von Hebron, Goffredo, um seinen Sitz in Akka 1273 zu beenden. Den Verhandlungen, die 1274 zwischen den christlichen Fürsten und dem Khan der Mongolen, Abaqa, für ein Bündnis gegen die Türken und für die Bekehrung des Khan zum Christentum stattfanden, blieb Thomas Agni de Lentino fern, entsandte jedoch seinen Kaplan David und ließ sich vom englischen König Edward über den Fortgang der Verhandlungen informieren.
Im folgenden Jahr, als Hugo aufgrund von Streitigkeiten mit den Ritterorden der Templer und der Johanniter Akkon verließ und sich nach Tyrus zurückzog, bemühte sich Agni de Lentino um einen Friedensschluss. Dieser scheiterte jedoch an Hugos Weigerung, Tyrus aufzugeben. 1276 ermahnte er Rudolf von Habsburg, der am 18. Oktober 1276 das Kreuz genommen hatte, sein Gelübde als Kreuzfahrer zu erfüllen. Zur selben Zeit gelang es ihm, in Akkon zwischen Johann von Montfort, dem Herrn von Tyros, und den Venezianern zu vermitteln. 1277 landete eine Flotte unter dem Oberbefehl von Ruggero di Sanseverino, die von Karl von Anjou entsandt worden war, in Akkon. Agni de Lentino rief zu einer Vereinigung der Kreuzfahrer und veranlasste alle, Karl von Anjou Gehorsam zu schwören, da Hugo nach Zypern geflohen war und im Heiligen Land jeden Rückhalt verloren hatte.
Thomas Agni de Lentino starb im September 1277 in Akkon.

## Werke
Die Tradition des Dominikanerordens schreibt einem gewissen Thomas de Virduno oder Linduno oder Lindinis, Patriarch (von Jerusalem), verschiedene Kommentare zu den Paulusbriefen zu. Die Identifikation dieses Autors mit Thomas Agni de Lentino ist jedoch unsicher. Mit Sicherheit kann allerdings ihm eine Sammlung von Predigten zugeschrieben werden, die in mehreren Manuskripten über verschiedene Bibliotheken verstreut erhalten geblieben ist. Sein Hauptwerk, verfasst vor 1276, war eine Biographie des Petrus Martyr von Verona, die erste Biographie dieses Heiligen überhaupt.